# Bencomo
Bencomo (ou Benchomo) (mort le 14 novembre 1494 est un mencey (roi) des guanches du Menceyato de Taoro sur l'île de Tenerife.

## Résistance contre les Espagnols
Lorsque le capitaine général espagnol des Côtes africaines, Alonso Fernández de Lugo, débarque sur l'île en 1494, Bencomo refuse les termes de la reddition.
Il prend les armes avec cinq des huit autres rois guanches : Acaimo, Beneharo, Pelicar, Romen et Tegueste. Le 31 mai, Bencomo inflige une sévère défaite aux Espagnols lors de la Première Bataille de Acentejo (en), lors de laquelle Fernández de Lugo est blessé. Sur les 1120 espagnols engagés, moins de 200 survivent, et ils sont forcés de fuir vers Grande Canarie. Toutefois, les Espagnols reviennent avec de nouvelles forces, et reprennent la guerre avec une stratégie de conquête progressive plus prudente. Bencomo est finalement tué lors de la bataille de Aguere (en), en novembre 1494, probablement sur les hauteurs de San Roque (La Laguna), aux côtés de son frère Tinguaro.
Il eut plusieurs enfants, dont: Dácil et Bentor. Ce dernier lui succéda à sa mort, prenant le commandement du reste de l'armée guanche.

## Autres rois de Tenerife

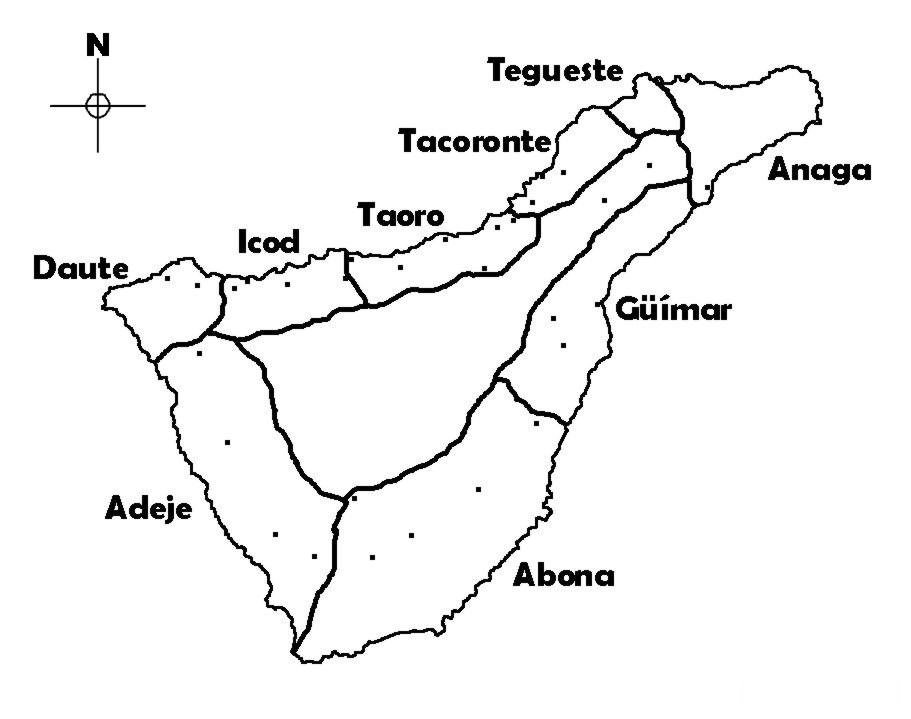
Menceyatos de Tenerife

Cent ans avant la conquête, Tinerfe régnait sur toute l'île unifiée de Tenerife.
À l'époque de la conquête espagnole, l'île de Tenerife comptait 8 autres menceyes :
- Acaimo (Menceyato de Tacoronte).
- Adjoña : (Menceyato de Abona).
- Añaterve : (Menceyato de Güímar).
- Beneharo : (Menceyato de Anaga).
- Pelicar : (Menceyato de Icod).
- Pelinor : (Menceyato de Adeje).
- Romen : (Menceyato de Daute).
- Tegueste : (Menceyato de Tegueste).